# Indijski sivi mungos
Indijski sivi mungos (lat. Herpestes edwardsii) je predator iz porodice mungosa (lat. Herpestidae). U sjevernoindijskim jezicima kao što su hindski, urdu i punjabi, on se zove Nevalaa. Sivi mungos se nalazi u šumama, šikarama i obrađenim poljima, često u neposrednoj blizini ljudskih naselja. Živi u jazbinama, grmlju i šikari nalazeći utočište pod stijenama ili grmljem pa čak i u kanalizaciji. Jako je hrabar i znatiželjan, ali i oprezan. Vrlo se dobro penje. Obično se može naći pojedinačno ili u parovima. 

## Opis
Dužina tijela mu je od 36 cm do 45 cm. Ima rep dug 45 cm. Teži između 0,5 i 4 kg. Tijelo mu je dugo i vitko s relativno kratkim nogama. krzno mu je žućkasto sivo, ali noge su tamnije i po njima se razlikuje od indijskog malog mungosa. Rep je tamnocrven, a glava je malo crvenkasta. Mužjaci su puno veći od ženki.

## Rasprostranjenost
Živi u Aziji, od Arabije do Nepala, Pakistana, Indije i Šri Lanke, a uvedeni su na Okinavu, Havaje, Jamajku, Kubu i Portoriko te u Jugoistočnu Europu. U Hrvatskoj se uglavnom nalazi njegov srodnik indijski mali mungos. Drže se također kao kućni ljubimci radi zaštite od štakora i zmija.

## Prehrana
Budući da su mesojedi, hrane se brojnim vrstama pa se može reći da jede sve što može uloviti. Lovi glodavce, zmije, ptičja jaja i ptiće, guštere i razne beskralježnjake, pa čak i škorpione. 
Indijski sivi mungos je vješt, brz i okretan lovac te uvijek vreba za plijenom svojim jakim osjetilima njuha i vida. Njuši zemlju, okreće stijene i kamenje u potrazi za žrtvom. Ako životinja pokušava pobjeći, mungos kreće u potjeru. Ubija svoj plijen u trku ugrizom za vrat ili glavu. 
Iako mungos jede zmije, uključujući i otrovne kobre, glavni mu se dio prehrane sastoji od neopasnih malih životinja koje žive na ili pod zemljom. Poznate su njihove bitke sa zmijama otrovnicama. Zbog svoje brzine i agilnosti uzmiče napadu zmije. Nakon nekog vremena zmija je iscrpljena i može je lako ubiti ugrizom. Nisu imuni na otrov, ali gusto krzno omogućava veću zaštitu od zmijskog ugriza. 

## Razmnožavanje
Nakon trudnoće od 60 do 65 dana okoti se 2 - 4 mladunca. Žive u prosjeku 7 godina. Love tijekom dana i žive osamljeni. 

## Galerija
- U Hyderabadu, Indija.
- U Hyderabadu, Indija.